# 北美職業體育聯賽
北美職業體育聯賽（英語：Major professional sports leagues in the United States and Canada），可以被簡稱為「大聯盟」（Major leagues）或「北美四大職業運動」，是指美國和加拿大中級別最高的職業團隊運動。然而這術語往往僅限於使用在團體運動中，因此並不使用於高爾夫球、網球和賽車這類競賽活動上。
美國職棒大聯盟、國家籃球協會、國家美式足球聯盟、國家冰球聯盟通常被稱為「四巨頭」，並且為全世界所有運動中最為富有的職業團隊競賽。四大聯盟最好的球員往往可以被美國與加拿大社會視為一種文化符號，並且由於這兩個國家在世界上的影響力，也使得他們得以受到許多其他國家的愛好者關注。絕大多數北美職業體育聯賽的球隊都集中在美、加人口最多的大都市地區，並且每個聯賽也都擁有至少30支球隊參與。根據2011年統計，平均每場主要聯賽的比賽都會成功吸引至少15,000名球迷觀看。

## 名稱
職業聯賽首次使用「大聯盟」一詞，便是1932年參考美國職業棒球競賽美國職棒大聯盟而來的，其他北美職業體育聯賽所指的主要競賽活動還包括有國家籃球協會、國家美式足球聯盟、國家冰球聯盟、美國職業足球大聯盟、美國職業橄欖球大聯盟、加拿大加式足球聯賽、室內美式足球聯盟、美國職業袋棍球大聯盟、國家袋棍球聯盟以及國家女子籃球聯盟等。其中北美職業體育聯賽中的棒球、美式足球、冰上曲棍球競賽都已經持續100年的歷史，如國家棒球員協會、俄亥俄州聯盟和國家冰球協會分別演變成為美國職棒大聯盟、國家美式足球聯盟與國家冰球聯盟。
英式足球運動也早在1894年便已經開始職業化，其中分別經歷有美國足球聯盟（1921年至1933年）、原本北美足球聯盟（1968年至1984年）、北美足球聯盟（1984年至2001年）等階段。而籃球則是相對較為新興的運動，1949年由美國籃球協會（BAA）與國家籃球聯盟合併成為現今的國家籃球協會。

## 四大聯賽

### 國家美式足球聯盟（NFL）
國家美式足球聯盟為美國最高級別的職業美式足球競賽，是於1920年結合各地區的俄亥俄州聯盟、紐約美式足球聯盟組合成立。1950年時國家美式足球聯盟自全美美式足球聯會接收其部分球隊，之後於1970年時則和美國美式足球聯盟進行合併。不同於其他三大聯盟，國家美式足球聯盟的32支球隊都位於美國本土，國家美式足球聯盟目前是世界上商业价值最高的职业体育联盟，在北美地区受欢迎程度也位列北美职业体育联赛之首。聯盟在美國擁有最高的電視收視率以及相關商品銷售成績，其总冠军赛超级碗（Super Bowl）也是是美国收视率最高的电视体育节目，同时全世界也有超过150个国家电视转播这场比赛。

### 美國職業棒球大聯盟（MLB）
美國職業棒球大聯盟為美國最高級別的職業棒球比賽，由1876年成立的國家聯盟與1901年成立的美國聯盟組成。1903年時兩個聯盟達成協議正式承認彼此在美國職業棒球的對等地位，而在2000年時兩者進一步合併並且撤除各自的行政單位，並且由雙方認定的大聯盟執行長負責統一管理。目前整個職業競賽共有30支球隊，分別有29支來自美國各地的球隊以及1支加拿大球隊參與，联盟的总冠军赛为每年10月举行的世界大赛（World Series）。美國職棒大聯盟是全美首個職業體育聯盟，歷史最為悠久。

### 美國國家籃球協會（NBA）
美國國家籃球協會為全世界規模最大的職業籃球聯賽，最早雛形為1946年的所創立的美國籃球協會（BAA），之後在1949年時更改成為國家籃球協會並且與原本作為競爭對手的國家籃球聯盟合併，1976年時美國籃球協會（ABA）底下的4支球隊加入至國家籃球協會中。目前國家籃球協會共有30支球隊，分別有29支來自美國各地的球隊以及1支加拿大球隊參與，联盟的总冠军赛为每年6月举行的NBA总决赛（NBA Finals）。國家籃球協會是四大聯盟中全球化程度最高的一個，在美國本土和世界其他國家都得到廣泛關注。

### 國家冰球聯盟（NHL）
國家冰球聯盟是加拿大最廣受歡迎的運動聯賽，並且成功將其影響力擴及至美國上中西部與新英格蘭等北部地區。其最早由是在1917年時由國家冰球協會的部分脫離成員組成，並且在1979年時與世界冰球協會進行合併。目前國家冰球聯盟共有32支球隊，分別有25支來自美國各地的球隊以及7支來自加拿大各地的球隊參與。近年來國家冰球聯盟嘗試將其影響力擴展至更多非傳統冰球市場，联盟的总冠军赛为每年6月举行的斯坦利杯總決賽（Stanley Cup Finals）。

## 具有潛力成長為第五大的聯賽

### 美國職業足球大聯盟（MLS）
美國職業足球大聯盟是美國與加拿大最高級別的男子職業足球競賽，其中在2012年賽季時共有19支球隊，分別為16支來自美國各地的球隊以及3支來自加拿大的球隊參與。儘管在1968年到1984年期間便有同樣跨北美地區的北美足球聯賽舉辦，但是一直到1994年美國向國際足球總會申請舉辦世界盃足球賽後、在1996年時美國職業足球大聯盟正式運作。2012年時美國職業足球大聯盟平均每場比賽有18,807名觀眾實際出席，而總參與的觀眾人數比2011年相比大幅增長並且首次突破6,000,000人次。

## 其餘聯賽

### 室內美式足球聯盟（AFL）
室內美式足球聯盟為北美最高等級的室內美式足球烤盤足球競賽，整個競賽是以類似美式足球的規則、在更為小型的室內美式足球場上進行比賽。室內美式足球聯盟自1987年成立後開始展開比賽，在2009年一度中斷後於隔年被作為一種時尚潮流重新復甦。其中在2000年至2009年期間，室內美式足球聯盟還另外舉辦了AF2比賽。但是在2009年室內美式足球聯盟宣佈無限期暫停營運、而同年賽季即將結束時仍無法解決隔年的專營權問題。之後一些同時參與室內美式足球聯盟與AF2競賽的球隊在2010年時從新組織新的聯賽，並且將其命名為AF1。2009年12月時AF1以「室內美式足球聯盟」的名義，購買了過去兩個室內美式足球聯賽的資產，並在2010年時重新展開室內美式足球競賽。室內美式足球聯盟平均每場比賽能夠吸引8,154名觀眾前往，而總出席人數大約為970,369人。

### 美國職業袋棍球大聯盟（MLL）與國家袋棍球聯盟（NLL）
美國職業袋棍球大聯盟與國家袋棍球聯盟為北美洲北部地區最為重要的職業袋棍球競賽，其中前者為草地袋棍球比賽、後者為室內袋棍球競賽。國家袋棍球聯盟於1986年成立，而北美職業袋棍球大聯盟則在1999年成立，而兩者分別在1987年和2001年展開正式的定期賽。根據2010年時的統計，北美職業袋棍球大聯盟平均每場比賽有5,278名觀眾實際出席，而總參與的觀眾人數有190,033人；國家袋棍球聯盟其平均每場比賽有9,559名觀眾實際出席，而總參與的觀眾人數則有841,208人。

### 國家女子籃球協會（WNBA）
國家女子籃球協會是北美地區最高級別的女子籃球比賽，同時也是該地區唯一完全以女性職業運動員為主的體育賽事。國家女子籃球協會在1996年正式成立，並且於1997年開始舉辦賽季競賽，這使得其成為美國女性運動競賽中持續最久的體育聯賽。不過國家女子籃球協會其實際觀賞的觀眾人數仍時常有所起伏。例如其在2009年時實際觀眾人數約有8,039人，但是到2010年時則略降至7,834人次，而2010年時的總參與觀眾人數則有1,598,160名。另外在2007年時國家女子籃球協會與ESPN簽下了2009年至2016年的電視轉播合約，成為歷史上第一個獲得轉播擁有所有權的女子團隊運動競賽。而在2009年正式播出後，包括有線頻道與無線頻道在內共有413,000人觀看比賽進行。

## 四大聯賽
北美四大職業運動，在一般情況下是指以下四個職業運動聯盟：
- 美國職棒大聯盟（由兩聯盟1903年開始合作，正式創立和成立於1920年，有30支隊伍）- MLB，是由「國家聯盟」（1876年）與「美國聯盟」（1901年）所組成。
- 美國職業籃球聯賽（創立於1946年，有30支隊伍）- NBA，一開始稱作「美國籃球協會」（Basketball Association of America），於1949年更改為「國家籃球協會」並與「國家籃球聯盟」（National Basketball League）合併，後於1976年與「美國籃球協會」（American Basketball Association）合併。
- 國家美式足球聯盟（創立於1920年，有32支隊伍）- NFL，一開始稱作「全美美式足球聯會」（All-America Football Conference），後於1970年與「美国美式橄榄球联会」（American Football League）合併。
- 國家冰球聯盟（創立於1917年，有32支隊伍）- NHL，於1979年合併「世界冰球協會」（World Hockey Association）。

### 介紹
這四個聯賽在北美通常稱作四大職業運動聯賽。然而，由於國家冰球聯盟在美國南部的受歡迎度並不高，因此亦有人撇除國家冰球聯盟而稱其餘三個聯賽為北美三大職業運動聯賽。不過，國家冰球聯盟所帶來的市場收入仍比其餘職業運動高。在2005年，美國有13個城市在四大聯賽中擁有至少一隊球隊；而四大聯賽所帶來的收益亦是其他職業運動總和的百倍以上。四大聯賽在文化上也帶來很大的衝擊；通常在四大聯賽中成名的球星會成為人們熱門的話題，或一些標記等。由整體利潤比較，NFL、MLB、NBA和NHL是全世界最賺錢的4大體育聯賽。

### 來自其他運動的威脅
近年来，足球在北美（此处不包括墨西哥，后同）变得越来越受歡迎，但暫時還沒有一個頂級足球聯賽在北美獲得与四大联赛相当的影响力，現時在北美的頂級足球聯賽是美國職業足球大聯盟（MLS）。美國國家足球隊男子隊在近年的國際大賽中表現不俗，自1990年起連續五次出席世界杯決賽圈（除了在1994年以主辦國身份自動獲得資格外，其餘四次都成功晉身決賽週）。

## 球队

### 美國職業棒球大聯盟
目前聯盟共計三十支球隊，國家聯盟與美國聯盟各有十五隊。根據大聯盟的公佈，從2013年球季開始，休士頓太空人從國聯中區轉到美聯西區，以平衡兩聯盟隊伍數。此外，二聯盟依美國地理區域各分為三區，各區的冠軍及除了分區冠軍隊之外的戰績最佳的兩支球隊，即外卡可參加季後賽。各隊除了本隊之外另有六至九支不同等級的小聯盟球隊（俗稱農場），用於培養新秀及復健傷兵之用。
| 分區     | 隊伍                                | 區域/城市                                      | 主場                                                    | 坐標                                            | 成立時間        | 加入时间        |
| 美國聯盟 | 美國聯盟                            | 美國聯盟                                       | 美國聯盟                                                | 美國聯盟                                        | 美國聯盟        | 美國聯盟        |
| -------- | ----------------------------------- | ---------------------------------------------- | ------------------------------------------------------- | ----------------------------------------------- | --------------- | --------------- |
| 東區     | 巴爾的摩金鶯 Baltimore Orioles      | 馬里蘭州巴爾的摩 Baltimore, Maryland           | 金鶯公園 Oriole Park At Camden Yard                     | 39°17′2″N 76°37′18″W / 39.28389°N 76.62167°W    | 1894年          | 1901年          |
| 東區     | 波士頓紅襪 Boston Red Sox           | 麻薩諸塞州波士頓 Boston, Massachusetts         | 芬威球場 Fenway Park                                    | 42°20′47″N 71°5′51″W / 42.34639°N 71.09750°W    | 1901年          | 1901年          |
| 東區     | 紐約洋基 New York Yankees           | 紐約州紐約市 New York City, New York           | 新洋基球場 Yankee Stadium                               | 40°49′45″N 73°55′35″W / 40.82917°N 73.92639°W   | 1901年          | 1901年          |
| 東區     | 坦帕灣光芒 Tampa Bay Rays           | 佛羅里達州聖彼德斯堡 Saint Petersburg, Florida | 純品康納室內球場 Tropicana Field                        | 27°46′6″N 82°39′12″W / 27.76833°N 82.65333°W    | 1998年          | 1998年          |
| 東區     | 多倫多藍鳥 Toronto Blue Jays        | 安大略省多倫多 Toronto, Ontario                | 羅傑斯中心 Rogers Centre                                | 43°38′29″N 79°23′21″W / 43.64139°N 79.38917°W   | 1977年          | 1977年          |
| 中區     | 芝加哥白襪 Chicago White Sox        | 伊利諾州芝加哥 Chicago, Illinois               | 保證率球場 Guaranteed Rate Field                        | 41°49′48″N 87°38′2″W / 41.83000°N 87.63389°W    | 1894年          | 1901年          |
| 中區     | 克里夫蘭印地安人 Cleveland Indians  | 俄亥俄州克里夫蘭 Cleveland, Ohio               | 進步球場 Progressive Field                              | 41°29′45″N 81°41′7″W / 41.49583°N 81.68528°W    | 1894年          | 1901年          |
| 中區     | 底特律老虎 Detroit Tigers           | 密西根州底特律 Detroit, Michigan               | 聯信球場 Comerica Park                                  | 42°20′21″N 83°2′55″W / 42.33917°N 83.04861°W    | 1894年          | 1901年          |
| 中區     | 堪薩斯城皇家 Kansas City Royals     | 密蘇里州堪薩斯城 Kansas City, Missouri         | 考夫曼體育場 Kauffman Stadium                           | 39°3′5″N 94°28′50″W / 39.05139°N 94.48056°W     | 1969年          | 1969年          |
| 中區     | 明尼蘇達雙城 Minnesota Twins        | 明尼蘇達州明尼亞波利斯 Minneapolis, Minnesota  | 標靶球場 Target Field                                   | 44°58′54″N 93°16′42″W / 44.98167°N 93.27833°W   | 1894年          | 1901年          |
| 西區     | 休士頓太空人 Houston Astros         | 德克薩斯州休士頓 Houston, Texas                | 美粒果公園球場 Minute Maid Park                         | 29°45′25″N 95°21′20″W / 29.75694°N 95.35556°W   | 1962年 （國聯） | 2013年 （美聯） |
| 西區     | 洛杉磯天使 Los Angeles Angels       | 加利福尼亞州安納罕 Anaheim, California         | 安那罕天使球場 Angel Stadium of Anaheim                 | 33°48′1″N 117°52′58″W / 33.80028°N 117.88278°W  | 1961年          | 1961年          |
| 西區     | 奧克蘭運動家 Oakland Athletics      | 加利福尼亞州奧克蘭 Oakland, California         | 奧克蘭-阿拉米達郡競技場 Oakland-Alameda County Coliseum | 37°45′6″N 122°12′2″W / 37.75167°N 122.20056°W   | 1901年          | 1901年          |
| 西區     | 西雅圖水手 Seattle Mariners         | 華盛頓州西雅圖 Seattle, Washington             | 薩菲可球場 Safeco Field                                 | 47°35′29″N 122°19′57″W / 47.59139°N 122.33250°W | 1977年          | 1977年          |
| 西區     | 德州遊騎兵 Texas Rangers            | 德克薩斯州阿靈頓 Arlington, Texas              | 全球生命場 Globe Life Field                             | 32°45′5″N 97°4′58″W                             | 1961年          | 1961年          |
| 國家聯盟 |                                     |                                                |                                                         |                                                 |                 |                 |
| 東區     | 亞特蘭大勇士 Atlanta Braves         | 喬治亞州亞特蘭大 Atlanta, Georgia              | 太陽信託公園 SunTrust Park                              | 33°53′24″N 84°28′4.8″W / 33.89000°N 84.468000°W | 1871年          | 1876年          |
| 東區     | 邁阿密馬林魚 Miami Marlins          | 佛羅里達州邁阿密 Florida, Miami                | 馬林魚棒球場 Marlins Ballpark                           | 25°46′41″N 80°13′11″W / 25.77806°N 80.21972°W   | 1993年          | 1993年          |
| 東區     | 紐約大都會 New York Mets            | 紐約州紐約市 New York City, New York           | 花旗球場 Citi Field                                     | 40°45′25″N 73°50′45″W / 40.75694°N 73.84583°W   | 1962年          | 1962年          |
| 東區     | 費城費城人 Philadelphia Phillies    | 賓夕法尼亞州費城 Philadelphia, Pennsylvania    | 市民銀行球場 Citizens Bank Park                         | 39°54′21″N 75°9′59″W / 39.90583°N 75.16639°W    | 1883年          | 1883年          |
| 東區     | 華盛頓國民 Washington Nationals     | 華盛頓哥倫比亞特區華盛頓 Washington, D.C.      | 國民球場 Nationals Park                                 | 38°52′22″N 77°0′27″W / 38.87278°N 77.00750°W    | 1969年          | 1969年          |
| 中區     | 芝加哥小熊 Chicago Cubs             | 伊利諾州芝加哥 Chicago, Illinois               | 瑞格利球場 Wrigley Field                                | 41°56′54″N 87°39′20″W / 41.94833°N 87.65556°W   | 1870年          | 1876年          |
| 中區     | 辛辛那提紅人 Cincinnati Reds        | 俄亥俄州辛辛那提 Cincinnati, Ohio              | 大美國球場 Great American Ballpark                      | 39°5′51″N 84°30′24″W / 39.09750°N 84.50667°W    | 1882年          | 1890年          |
| 中區     | 密爾瓦基釀酒人 Milwaukee Brewers    | 威斯康辛州密爾瓦基 Milwaukee, Wisconsin        | 米勒棒球場 Miller Park                                  | 43°1′42″N 87°58′16″W / 43.02833°N 87.97111°W    | 1969年 （美聯） | 1998年 （國聯） |
| 中區     | 匹茲堡海盜 Pittsburgh Pirates       | 賓夕法尼亞州匹茲堡 Pittsburgh, Pennsylvania    | PNC球場 PNC Park                                        | 40°26′49″N 80°0′21″W / 40.44694°N 80.00583°W    | 1882年          | 1887年          |
| 中區     | 聖路易紅雀 St. Louis Cardinals      | 密蘇里州聖路易 St. Louis, Cardinals            | 布希體育場 Busch Stadium                                | 38°37′21″N 90°11′35″W / 38.62250°N 90.19306°W   | 1882年          | 1892年          |
| 西區     | 亞利桑那響尾蛇 Arizona Diamondbacks | 亞利桑那州鳳凰城 Phoenix, Arizona              | 大通體育場 Chase Stadium                                | 33°26′43″N 112°4′1″W / 33.44528°N 112.06694°W   | 1998年          | 1998年          |
| 西區     | 科羅拉多洛磯 Colorado Rockies       | 科羅拉多州丹佛 Denver, Colorado                | 庫爾斯球場 Coors Field                                  | 39°45′22″N 104°59′39″W / 39.75611°N 104.99417°W | 1993年          | 1993年          |
| 西區     | 洛杉磯道奇 Los Angeles Dodgers      | 加利福尼亞州洛杉磯 Los Angeles, California     | 道奇體育場 Dodger Stadium                               | 34°4′25″N 118°14′24″W / 34.07361°N 118.24000°W  | 1883年          | 1890年          |
| 西區     | 聖地牙哥教士 San Diego Padres       | 加利福尼亞州聖地牙哥 San Diego, California     | 沛可公園球場 Petco Park                                 | 32°42′26″N 117°9′24″W / 32.70722°N 117.15667°W  | 1969年          | 1969年          |
| 西區     | 舊金山巨人 San Francisco Giants     | 加利福尼亞州舊金山 San Francisco, California   | AT&T球場 AT&T Park                                      | 37°46′43″N 122°23′21″W / 37.77861°N 122.38917°W | 1883年          | 1883年          |

### 國家籃球協會
NBA由成立之初的11支球隊發展到現在的30支，當中經歷了許多新球隊的建立，老球隊的變遷或是倒閉。其中波士頓塞爾提克和洛杉磯湖人無疑是最成功的球隊，他們一共各獲得了17個總冠軍。2012年最值錢的球隊是洛杉磯湖人，市值9億美元。2014年，微軟前執行長鮑默爾將以20億美元（約台幣600億元）天價買下快艇，也寫下NBA球隊轉手價格新紀錄。
現時NBA有一部分球隊不是以自己身處城市名稱作為球隊名，而是以州份名稱作為球隊名，為明尼蘇達灰狼、猶他爵士、印第安納溜馬和金州勇士(使用了加利福尼亞州的別名金州)。
NBA目前採用的是2004-05賽季劃分的區域，分為東西兩個聯盟，每個聯盟各有三個賽區，每個賽區五支球隊。
| 賽區     | 球隊                                   | 所在城市(區域)                                   | 球館(主場)                                        | 建立時間 | 加入时间 |
| 東區聯盟 | 東區聯盟                               | 東區聯盟                                         | 東區聯盟                                          | 東區聯盟 | 東區聯盟 |
| -------- | -------------------------------------- | ------------------------------------------------ | ------------------------------------------------- | -------- | -------- |
| 大西洋組 | 波士顿凯尔特人 Boston Celtics          | 麻塞諸塞州波士頓 Boston, Massachusetts           | TD花園 TD Garden                                  | 1946年   | 1946年   |
| 大西洋組 | 布魯克林籃網 Brooklyn Nets             | 紐約州紐約市布魯克林區 Brooklyn, New York        | 巴克萊中心 Barclays Center                        | 1967年*  | 1976年   |
| 大西洋組 | 纽约尼克斯 New York Knicks             | 紐約州紐約市曼哈頓區 Manhattan, New York         | 麥迪遜廣場花園 Madison Square Garden              | 1946年   | 1946年   |
| 大西洋組 | 費城76人 Philadelphia 76ers            | 賓夕法尼亞州費城 Philadelphia, Pennsylvania      | 富國銀行中心 Wells Fargo Center                   | 1946年*  | 1949年   |
| 大西洋組 | 多倫多暴龍 Toronto Raptors             | 安大略省多倫多 Toronto, Ontario                  | 豐業銀行體育館 Scotiabank Arena                   | 1995年   | 1995年   |
| 中央組   | 芝加哥公牛 Chicago Bulls               | 伊利諾斯州芝加哥 Chicago, Illinois               | 联合中心 United Center                            | 1966年   | 1966年   |
| 中央組   | 克里夫蘭騎士 Cleveland Cavaliers       | 俄亥俄州克里夫蘭 Cleveland, Ohio                 | 速貸競技館 Quicken Loans Arena                    | 1970年   | 1970年   |
| 中央組   | 底特律活塞 Detroit Pistons             | 密歇根州底特律 Detroit, Michigan                 | 小凱薩體育館 Little Caesars Arena                 | 1941年*  | 1948年   |
| 中央組   | 印第安那溜馬 Indiana Pacers            | 印第安那州印第安那波利斯 Indianapolis, Indiana   | 班克斯人壽球館 Bankers Life Fieldhouse            | 1967年   | 1976年   |
| 中央組   | 密爾瓦基公鹿 Milwaukee Bucks           | 威斯康辛州密爾瓦基 Milwaukee, Wisconsin          | Fiserv廣場 Fiserv Forum                           | 1968年   | 1968年   |
| 東南組   | 亞特蘭大老鷹 Atlanta Hawks             | 喬治亞州亞特蘭大 Atlanta, Georgia                | 州立農業球館 State Farm Arena                     | 1946年*  | 1949年   |
| 東南組   | 夏洛特黃蜂 Charlotte Hornets           | 北卡羅萊納州夏洛特 Charlotte, North Carolina     | 光譜中心 Spectrum Center                          | 2004年*  | 2004年*  |
| 東南組   | 邁阿密熱火 Miami Heat                  | 佛羅里達州邁阿密 Miami, Florida                  | 美國航空球場 American Airlines Arena              | 1988年   | 1988年   |
| 東南組   | 奧蘭多魔術 Orlando Magic               | 佛羅里達州奧蘭多 Orlando, Florida                | 安麗中心 Amway Center                             | 1989年   | 1989年   |
| 東南組   | 華盛頓巫師 Washington Wizards          | 华盛顿哥伦比亚特区 Washington, D.C.              | 第一資本體育館 Capital One Arena                  | 1961年*  | 1961年*  |
| 西區聯盟 |                                        |                                                  |                                                   |          |          |
| 西北組   | 丹佛金塊 Denver Nuggets                | 科羅拉多州丹佛 Denver, Colorado                  | 百事中心 Pepsi Center                             | 1967年   | 1976年   |
| 西北組   | 明尼蘇達灰狼 Minnesota Timberwolves    | 明尼蘇達州明尼阿波利斯 Minneapolis, Minnesota    | 標靶中心 Target Center                            | 1989年   | 1989年   |
| 西北組   | 俄克拉何马城雷霆 Oklahoma City Thunder | 奧克拉荷馬州奧克拉荷馬市 Oklahoma City, Oklahoma | 契薩皮克能源公司球場 Chesapeake Energy Arena      | 1974年*  | 1974年*  |
| 西北組   | 波特蘭拓荒者 Portland Trail Blazers    | 俄勒岡州波特蘭 Portland, Oregon                  | 摩達中心 Moda Center                              | 1970年   | 1970年   |
| 西北組   | 猶他爵士 Utah Jazz                     | 猶他州鹽湖城 Salt Lake City, Utah                | 生活智能家居球館 Vivint Smart Home Arena          | 1974年*  | 1974年*  |
| 太平洋組 | 金州勇士 Golden State Warriors         | 加利福尼亞州舊金山 San Francisco, California     | 大通银行中心 Chase Center                         | 1946年*  | 1946年*  |
| 太平洋組 | 洛杉磯快艇 Los Angeles Clippers        | 加利福尼亞州洛杉磯 Los Angeles, California       | 史坦波中心 Staples Center                         | 1970年*  | 1970年*  |
| 太平洋組 | 洛杉磯湖人 Los Angeles Lakers          | 加利福尼亞州洛杉磯 Los Angeles, California       | 史坦波中心 Staples Center                         | 1947年*  | 1948年   |
| 太平洋組 | 鳳凰城太陽 Phoenix Suns                | 亞利桑那州鳳凰城 Phoenix, Arizona                | 托金斯迪克度假酒店球館 Talking Stick Resort Arena | 1968年   | 1968年   |
| 太平洋組 | 沙加緬度國王 Sacramento Kings          | 加利福尼亞州沙加緬度 Sacramento, California      | 金州第一中心 Golden 1 Center                      | 1923年*  | 1948年   |
| 西南組   | 達拉斯獨行俠 Dallas Mavericks          | 德克薩斯州達拉斯 Dallas, Texas                   | 美國航空中心 American Airlines Center             | 1980年   | 1980年   |
| 西南組   | 休士頓火箭 Houston Rockets             | 德克薩斯州休士頓 Houston, Texas                  | 豐田中心 Toyota Center                            | 1967年*  | 1967年*  |
| 西南組   | 曼非斯灰熊 Memphis Grizzlies           | 田納西州曼非斯 Memphis, Tennessee                | 聯邦快遞廣場 FedExForum                           | 1995年*  | 1995年*  |
| 西南組   | 紐奧良鹈鹕 New Orleans Pelicans        | 路易斯安那州紐奧良 New Orleans, Louisiana        | 冰沙國王中心 Smoothie King Center                 | 1988年*  | 1988年*  |
| 西南組   | 聖安東尼奧馬刺 San Antonio Spurs       | 德克薩斯州聖安東尼奧 San Antonio, Texas          | AT&T中心 AT&T Center                              | 1967年*  | 1976年   |

### 國家美式足球聯盟
NFL共有32支球隊。每支球隊在例行賽擁有53名選手。不同於美國職棒大聯盟、國家籃球協會和國家冰球聯盟，聯盟在加拿大並沒有隊伍，因為加拿大本身擁有加拿大式足球聯盟。
自2002年球季以來，NFL的球隊名單如下：
| 美國美式足球聯會AFC |                                                   |                                               |                                                |
| 分區                | 隊伍                                              | 主場                                          | 城市                                           |
| 東區                | 水牛城比爾 Buffalo Bills                          | 新時代球場 New Era Field                      | 紐約州奧查德帕克 Orchard Park, New York        |
| 東區                | 邁阿密海豚 Miami Dolphins                         | 硬石體育場 Hard rock Stadium                  | 佛羅里達州邁阿密花園 Miami Gardens, Florida    |
| 東區                | 新英格蘭愛國者 New England Patriots               | 吉列體育場 Gillette Stadium                   | 麻薩諸塞州福克斯堡 Foxborough, Massachusetts   |
| 東區                | 紐約噴射機 New York Jets                          | 大都會人壽體育場 MetLife Stadium              | 紐澤西州東盧瑟福 East Rutherford, New Jersey   |
| 南區                | 休士頓德州人 Houston Texans                       | NRG體育場 NRG Stadium                         | 德克薩斯州休斯頓 Houston, Texas                |
| 南區                | 印第安納波利斯小馬 Indianapolis Colts             | 魯卡斯石油體育場 Lucas Oil Stadium            | 印第安納州印第安納波利斯 Indianapolis, Indiana |
| 南區                | 傑克遜威爾美洲虎 Jacksonville Jaguars             | TIAA銀行體育場 TIAA Bank Field                | 佛羅里達州傑克遜維爾 Jacksonville, Florida     |
| 南區                | 田納西泰坦 Tennessee Titans                       | 日產體育場 Nissan Stadium                     | 田納西州納什維爾 Nashville, Tennessee          |
| 西區                | 丹佛野馬 Denver Broncos                           | 高海拔野馬球場 Broncos Stadium at Mile High   | 科羅拉多州丹佛 Denver, Colorado                |
| 西區                | 堪薩斯城酋長 Kansas City Chiefs                   | 箭頭體育場 Arrowhead Stadium                  | 密蘇里州堪薩斯城 Kansas City, Missouri         |
| 西區                | 洛杉磯閃電 Los Angeles Chargers                   | SoFi體育場 SoFi Stadium                       | 加利福尼亞州英格爾伍德 Inglewood, California   |
| 西區                | 拉斯維加斯突襲者 Las Vegas Raiders                | 忠實體育場 Allegiant Stadium                  | 內華達州拉斯維加斯 Las Vegas, Nevada           |
| 北區                | 巴爾的摩烏鴉 Baltimore Ravens                     | M&T銀行體育場 M&T Bank Stadium                | 馬里蘭州巴爾的摩 Baltimore, Maryland           |
| 北區                | 辛辛那提孟加拉虎 Cincinnati Bengals               | 保羅布朗體育場 Paul Brown Stadium             | 俄亥俄州辛辛那提 Cincinnati, Ohio              |
| 北區                | 克里夫蘭布朗 Cleveland Browns                     | 第一能源體育場 FirstEnergy Stadium            | 俄亥俄州克里夫蘭 Cleveland, Ohio               |
| 北區                | 匹茲堡鋼人 Pittsburgh Steelers                    | 亨氏球場 Heinz Field                          | 賓夕法尼亞州匹茲堡 Pittsburgh, Pennsylvania    |
| 國家美式足球聯會NFC |                                                   |                                               |                                                |
| 分區                | 隊伍                                              | 主場                                          | 城市                                           |
| 東區                | 達拉斯牛仔 Dallas Cowboys                         | AT&T體育場 AT&T Stadium                       | 德克薩斯州阿靈頓 Arlington, Texas              |
| 東區                | 紐約巨人 New York Giants                          | 大都會人壽體育場 MetLife Stadium              | 紐澤西州東盧瑟福 East Rutherford, New Jersey   |
| 東區                | 費城老鷹 Philadelphia Eagles                      | 林肯金融體育場 Lincoln Financial Field        | 賓夕法尼亞州費城 Philadelphia, Pennsylvania    |
| 東區                | 華盛頓美式足球隊（暫稱） Washington Football Team | 联邦快递体育场 FedExField                     | 馬里蘭州蘭德歐弗 Landover, Maryland            |
| 南區                | 亞特蘭大獵鷹 Atlanta Falcons                      | 梅賽德斯-賓士體育場 Mercedes-Benz Stadium     | 喬治亞州亞特蘭大 Atlanta, Georgia              |
| 南區                | 卡羅萊納黑豹 Carolina Panthers                    | 美國銀行體育場 Bank of America Stadium        | 北卡羅萊納州夏洛特 Charlotte, North Carolina   |
| 南區                | 紐奧良聖徒 New Orleans Saints                     | 梅賽德斯-賓士超級巨蛋 Mercedes-Benz Superdome | 路易斯安那州紐奧良 New Orleans, Louisiana      |
| 南區                | 坦帕灣海盜 Tampa Bay Buccaneers                   | 雷蒙詹姆斯體育場 Raymond James Stadium        | 佛羅里達州坦帕 Tampa, Florida                  |
| 西區                | 亞利桑那紅雀 Arizona Cardinals                    | 州立農業體育館 State Farm Stadium             | 亞利桑那州格伦代尔 Glendale, Arizona           |
| 西區                | 洛杉磯公羊 Los Angeles Rams                       | SoFi體育場 SoFi Stadium                       | 加利福尼亞州英格爾伍德 Inglewood, California   |
| 西區                | 舊金山49人 San Francisco 49ers                    | 李維斯體育場 Levi's Stadium                   | 加利福尼亞州聖塔克拉拉 Santa Clara, California |
| 西區                | 西雅圖海鷹 Seattle Seahawks                       | 流明球場 Lumen Field                          | 華盛頓州西雅圖 Seattle, Washington             |
| 北區                | 芝加哥熊 Chicago Bears                            | 軍人球場 Soldier Field                        | 伊利諾州芝加哥 Chicago, Illinois               |
| 北區                | 底特律雄獅 Detroit Lions                          | 福特球場 Ford Field                           | 密西根州底特律 Detroit, Michigan               |
| 北區                | 綠灣包裝工 Green Bay Packers                      | 林寶球場 Lambeau Field                        | 威斯康辛州綠灣 Green Bay, Wisconsin            |
| 北區                | 明尼蘇達維京人 Minnesota Vikings                  | 美國合眾銀行體育場 U.S. Bank Stadium          | 明尼蘇達州明尼亞波利斯 Minneapolis, Minnesota  |

### 美國職業冰球聯盟

分區調整後的國家冰球聯盟球隊所在位置

由於2011年處於原東南分區的亞特蘭大鶇鳥隊遷移到加拿大曼尼托巴省溫尼伯市並從新命名溫尼伯噴射機隊，引發了聯盟關於重新調整分區的討論。為了讓球隊所在的分區和其所在的時區匹配，減少球隊在分區內比賽所需要的旅行花費，以及方便球迷看球的時間，聯盟決定從2013-2014賽季起，將30個球隊重新劃分成四個分區。東部聯盟兩個分區各8隊，西部聯盟兩個分區各7隊。維加斯黃金騎士隊於2017-2018賽季正式加入西部聯盟太平洋分區，使聯盟隊伍總數上升至31隊。
| 分區                               | 隊伍                                                  | 主場                                                                    | 城市                                       |
| 東部聯盟 (NHL)                     |                                                       |                                                                         |                                            |
| 大都會分區                         |                                                       |                                                                         |                                            |
| 卡羅萊納颶風 Carolina Hurricanes   | PNC競技場 PNC Arena                                   | 北卡羅萊納州羅里 Raleigh, North Carolina                                |                                            |
| 哥倫布藍衣 Columbus Blue Jackets   | 全國競技場 Nationwide Arena                           | 俄亥俄州哥倫布 Columbus, Ohio                                           |                                            |
| 紐澤西魔鬼 New Jersey Devils       | 保德信中心 Prudential Center                          | 新澤西州紐瓦克 Newark, New Jersey                                       |                                            |
| 紐約島人 New York Islanders        | 巴克萊中心 Barclays Center 納蘇競技場 Nassau Coliseum | 紐約州紐約市 New York City, New York 紐約州尤寧戴爾 Uniondale, New York |                                            |
| 紐約遊騎兵 New York Rangers        | 麥迪遜廣場花園 Madison Square Garden                  | 紐約州紐約市 New York City, New York                                    |                                            |
| 費城飛人 Philadelphia Flyers       | 富國銀行中心 Wells Fargo Center                       | 賓夕法尼亞州費城 Philadelphia, Pennsylvania                             |                                            |
| 匹茲堡企鵝 Pittsburgh Penguins     | PPG塗料競技場 PPG Paints Arena                        | 賓夕法尼亞州匹茲堡 Pittsburgh, Pennsylvania                             |                                            |
| 華盛頓首都人 Washington Capitals   | 第一資本體育館 Capital One Arena                      | 華盛頓特區 Washington, D.C.                                             |                                            |
| 大西洋分區                         | 波士頓棕熊 Boston Bruins                              | TD花園 TD Garden                                                        | 麻薩諸塞州波士頓 Boston, Massachusetts     |
| 大西洋分區                         | 水牛城軍刀 Buffalo Sabres                             | KeyBank中心 KeyBank Center                                              | 紐約州水牛城 Buffalo, New York             |
| 大西洋分區                         | 底特律紅翼 Detroit Red Wings                          | 小凱薩體育館 Little Caesars Arena                                       | 密西根州底特律 Detroit, Michigan           |
| 大西洋分區                         | 佛羅里達美洲豹 Florida Panthers                       | BB&T中心 BB&T Center                                                    | 佛羅里達州森賴斯 Sunrise, Florida          |
| 大西洋分區                         | 蒙特利爾加拿大人 Montreal Canadiens                   | 貝爾中心 Centre Bell                                                    | 魁北克省蒙特婁 Montreal, Quebec            |
| 大西洋分區                         | 渥太華參議員 Ottawa Senators                          | 加拿大輪胎中心 Canadian Tire Center                                     | 安大略省渥太華 Ottawa, Ontario             |
| 大西洋分區                         | 坦帕灣閃電 Tampa Bay Lightning                        | 艾瑪力競技場 Amalie Arena                                               | 佛羅里達州坦帕 Tampa, Florida              |
| 大西洋分區                         | 多倫多楓葉 Toronto Maple Leafs                        | 豐業銀行體育館 Scotiabank Arena                                         | 安大略省多倫多 Toronto, Ontario            |
| 西部聯盟 (NHL)                     |                                                       |                                                                         |                                            |
| 中央分區                           |                                                       |                                                                         |                                            |
| 芝加哥黑鷹 Chicago Blackhawks      | 聯合中心 United Center                                | 伊利諾州芝加哥 Chicago, Illinois                                        |                                            |
| 科羅拉多雪崩 Colorado Avalanche    | 百事中心 Pepsi Center                                 | 科羅拉多州丹佛 Denver, Colorado                                         |                                            |
| 達拉斯星 Dallas Stars              | 美國航空中心 American Airlines Center                 | 德克薩斯州達拉斯 Dallas, Texas                                          |                                            |
| 明尼蘇達荒野 Minnesota Wild        | 愛克賽爾能源中心 Xcel Energy Center                   | 明尼蘇達州聖保羅 Saint Paul, Minnesota                                  |                                            |
| 納什維爾掠奪者 Nashville Predators | 普利司通競技場（又稱石橋競技場） Bridgestone Arena    | 田納西州納什維爾 Nashville, Tennessee                                   |                                            |
| 聖路易斯藍調 St. Louis Blues       | 企業中心 Enterprise Center                            | 密蘇里州聖路易 St. Louis, Missouri                                      |                                            |
| 溫尼伯噴射機 Winnipeg Jets         | 貝爾MTS中心 Bell MTS Place                            | 曼尼托巴省溫尼伯 Winnipeg, Manitoba                                     |                                            |
| 太平洋分區                         | 安納海姆鴨 Anaheim Ducks                              | 本田中心 Honda Center                                                   | 加利福尼亞州安納海姆 Anaheim, California   |
| 太平洋分區                         | 亞利桑那土狼 Arizona Coyotes                          | 希拉河競技場 Gila River Arena                                           | 亞利桑那州格伦代尔 Glendale, Arizona       |
| 太平洋分區                         | 卡加利火焰 Calgary Flames                             | 豐業銀行馬鞍體育館 Scotiabank Saddledome                                | 亞伯達省卡加利 Calgary, Alberta            |
| 太平洋分區                         | 愛民頓油人 Edmonton Oilers                            | 羅渣士廣場 Rogers Place                                                 | 亞伯達省愛民頓 Edmonton, Alberta           |
| 太平洋分區                         | 洛杉磯國王 Los Angeles Kings                          | 史坦波中心 Staples Center                                               | 加利福尼亞州洛杉磯 Los Angeles, California |
| 太平洋分區                         | 聖荷西鯊魚 San Jose Sharks                            | 聖荷西SAP中心 SAP Center at San Jose                                    | 加利福尼亞州聖荷西 San Jose, California    |
| 太平洋分區                         | 溫哥華加人 Vancouver Canucks                          | 羅渣士體育館 Rogers Arena                                               | 卑詩省溫哥華 Vancouver, British Columbia   |
| 太平洋分區                         | 維加斯金騎士 Vegas Golden Knights                     | T-Mobile競技場 T-Mobile Arena                                           | 內華達州天堂市 Paradise, Nevada            |

### 美国职业足球大联盟
| 中文名稱       | 外文名稱               | 城市                            | 球場                                    | 場館容量 | 加入年份 | 總教練            |
| 東岸           | 東岸                   | 東岸                            | 東岸                                    | 東岸     | 東岸     | 東岸              |
| -------------- | ---------------------- | ------------------------------- | --------------------------------------- | -------- | -------- | ----------------- |
| 阿特蘭大聯     | Atlanta United FC      | 喬治亞州亞特蘭大                | 梅賽德斯-賓士體育場                     | 42,5003  | 2017     | 加夫列尔·海因策   |
| 芝加哥火焰     | Chicago Fire FC        | 伊利諾州芝加哥                  | 軍人球場1                               | 24,9553  | 1998     | 拉菲爾·維基       |
| FC辛辛那提     | FC Cincinnati          | 俄亥俄州辛辛那提                | TQL體育場                               | 26,000   | 2019     | 雅普·斯塔姆       |
| 哥倫布機員     | Columbus Crew          | 俄亥俄州哥倫布                  | Lower.com球場                           | 20,000   | 1996     | Caleb Porter      |
| 華盛頓聯隊     | D.C. United            | 華盛頓特區                      | 奧迪體育場                              | 20,000   | 1996     | Hernán Losada     |
| 國際邁阿密     | Inter Miami CF         | 佛羅里達州勞德代爾堡            | DRV PNK體育場                           | 18,000   | 2020     | 菲尔·内维尔       |
| CF蒙特利爾     | Club de Foot Montréal  | 魁北克省蒙特利爾                | 薩普托體育場（常規賽）                  | 19,619   | 2012     | 威爾弗雷德·南錫   |
| CF蒙特利爾     | Club de Foot Montréal  | 魁北克省蒙特利爾                | 奧林匹克體育場（季後賽/大洲聯賽冠軍盃） | 56,040   | 2012     | 威爾弗雷德·南錫   |
| SC納士維       | Nashville SC           | 田納西州納士維                  | 日產體育場1 2                           | 69,143   | 2020     | Gary Smith        |
| 新英倫革命     | New England Revolution | 麻薩諸塞州福克斯堡              | 吉列體育場1 2                           | 20,0003  | 1996     | 布魯士·艾雲拿     |
| 紐約城         | New York City FC       | 紐約州紐約市                    | 洋基體育場1 2                           | 30,3213  | 2015     | Ronny Deila       |
| 紐約紅牛       | New York Red Bulls     | 新澤西州哈里森                  | 紅牛競技場                              | 25,000   | 1996     | Gerhard Struber   |
| 奧蘭多城       | Orlando City SC        | 佛羅里達州奧蘭多                | 埃克斯波利亞體育場                      | 25,500   | 2015     | Óscar Pareja      |
| 費城聯         | Philadelphia Union     | 賓夕法尼亞州契斯特              | 速霸陸公園球場                          | 18,500   | 2010     | Jim Curtin        |
| 多倫多FC       | Toronto FC             | 安大略省多倫多                  | BMO球場1                                | 28,351   | 2007     | 空缺              |
| 西岸           |                        |                                 |                                         |          |          |                   |
| FC奧斯汀       | Austin FC              | 德克薩斯州奧斯汀                | Q2體育場                                | 20,500   | 2021     | Josh Wolff        |
| 科羅拉多急流   | Colorado Rapids        | 科羅拉多州商貿城                | 迪克體育用品公園球場                    | 18,061   | 1996     | Robin Fraser      |
| FC達拉斯       | FC Dallas              | 德克薩斯州弗里斯科 (德克薩斯州) | 豐田體育場                              | 20,500   | 1996     | Luchi Gonzalez    |
| 侯斯頓戴拿模   | Houston Dynamo         | 德克薩斯州休斯敦                | 西班牙外換銀行體育場                    | 22,039   | 2006     | Tab Ramos         |
| 洛杉磯銀河     | LA Galaxy              | 加利福尼亞州卡森                | 尊嚴健康體育場                          | 27,000   | 1996     | Greg Vanney       |
| FC洛杉磯       | Los Angeles FC         | 加利福尼亞州洛杉矶              | 加州銀行體育場                          | 22,000   | 2018     | 卜·巴特利         |
| 明尼蘇達聯     | Minnesota United FC    | 明尼蘇達州聖保羅                | 安聯體育場                              | 19,400   | 2017     | Adrian Heath      |
| 波特蘭伐木者   | Portland Timbers       | 俄勒岡州波特蘭                  | 普羅維登斯公園球場                      | 25,218   | 2011     | Giovanni Savarese |
| 皇家鹽湖城     | Real Salt Lake         | 猶他州桑迪                      | 力拓體育場                              | 20,213   | 2005     | Freddy Juarez     |
| 聖荷西地震     | San Jose Earthquakes   | 加利福尼亞州聖荷西              | PayPal公園球場                          | 18,000   | 1996     | 馬迪亞斯·艾美達   |
| 西雅圖海灣者   | Seattle Sounders FC    | 華盛頓州西雅圖                  | 流明球場1                               | 37,7223  | 2009     | Brian Schmetzer   |
| 肯薩斯城體育會 | Sporting Kansas City   | 堪薩斯州堪薩斯城                | 兒童慈善公園體育場                      | 18,467   | 1996     | Peter Vermes      |
| 溫哥華白浪     | Vancouver Whitecaps FC | 卑詩省溫哥華                    | 卑詩體育館1                             | 22,1203  | 2011     | 馬克·多斯桑托斯   |

1. 不是專為足球運動而設的球場或共用設施
2. 即將被專為足球運動而設的球場取代
3. MLS賽事的場館容量，可因應不同需要（如聯盟總決賽）增加

### 加拿大加式足球聯盟
| 東岸             |                        |                      |                   |                               |          |
| 球隊             | 代表城市               | 主場                 | 總教練            | 球隊總監                      | 創立年分 |
| 咸美頓虎貓       | 安大略省咸美頓         | 蒂姆·霍頓斯體育場    | Orlondo Steinauer | Drew Allemang and Shawn Burke | 1950     |
| 蒙特利尔雲雀     | 魁北克省蒙特利尔       | 珀西瓦爾－莫森體育場 | Khari Jones       | Danny Maciocia                | 1946     |
| 渥太华红黑       | 安大略省渥太华         | 道明銀行體育場       | Paul LaPolice     | Marcel Desjardins             | 2013     |
| 多倫多淘金人     | 安大略省多倫多         | BMO球場              | Ryan Dinwiddie    | Michael Clemons               | 1873     |
| 西岸             |                        |                      |                   |                               |          |
| 卑詩雄獅         | 不列颠哥伦比亚省溫哥華 | 卑詩體育館           | Rick Campbell     | Ed Hervey                     | 1954     |
| 卡加利狂奔者     | 艾伯塔省卡加利         | 麥馬洪體育場         | Dave Dickenson    | John Hufnagel                 | 1935     |
| 愛民顿愛斯基摩人 | 艾伯塔省愛民顿         | 大英國協體育場       | Scott Milanovich  | Brock Sunderland              | 1949     |
| 萨斯喀彻温骑兵   | 萨斯喀彻温省里贾纳     | 馬賽克體育場         | Craig Dickenson   | Jeremy O'Day                  | 1910     |
| 溫尼伯藍色轟炸機 | 马尼托巴省溫尼伯       | 溫尼伯體育場         | Michael O'Shea    | Kyle Walters                  | 1930     |

## 外部連結
- （英文） NORTH AMERICAN PROFESSIONAL LEAGUES（页面存档备份，存于）
- （英文） [2012 MLB Salaries by Team 2012 MLB Salaries by Team]